# ماکس ترببش
ماکس ترببش (انگلیسی: Max Triebsch؛ زادهٔ ۲۲ ژوئیهٔ ۱۸۸۵) دوچرخه‌سوار اهل آلمان است. وی در بازی‌های المپیک تابستانی ۱۹۰۸ شرکت کرده است.